# Villa (nazwa miejscowości)

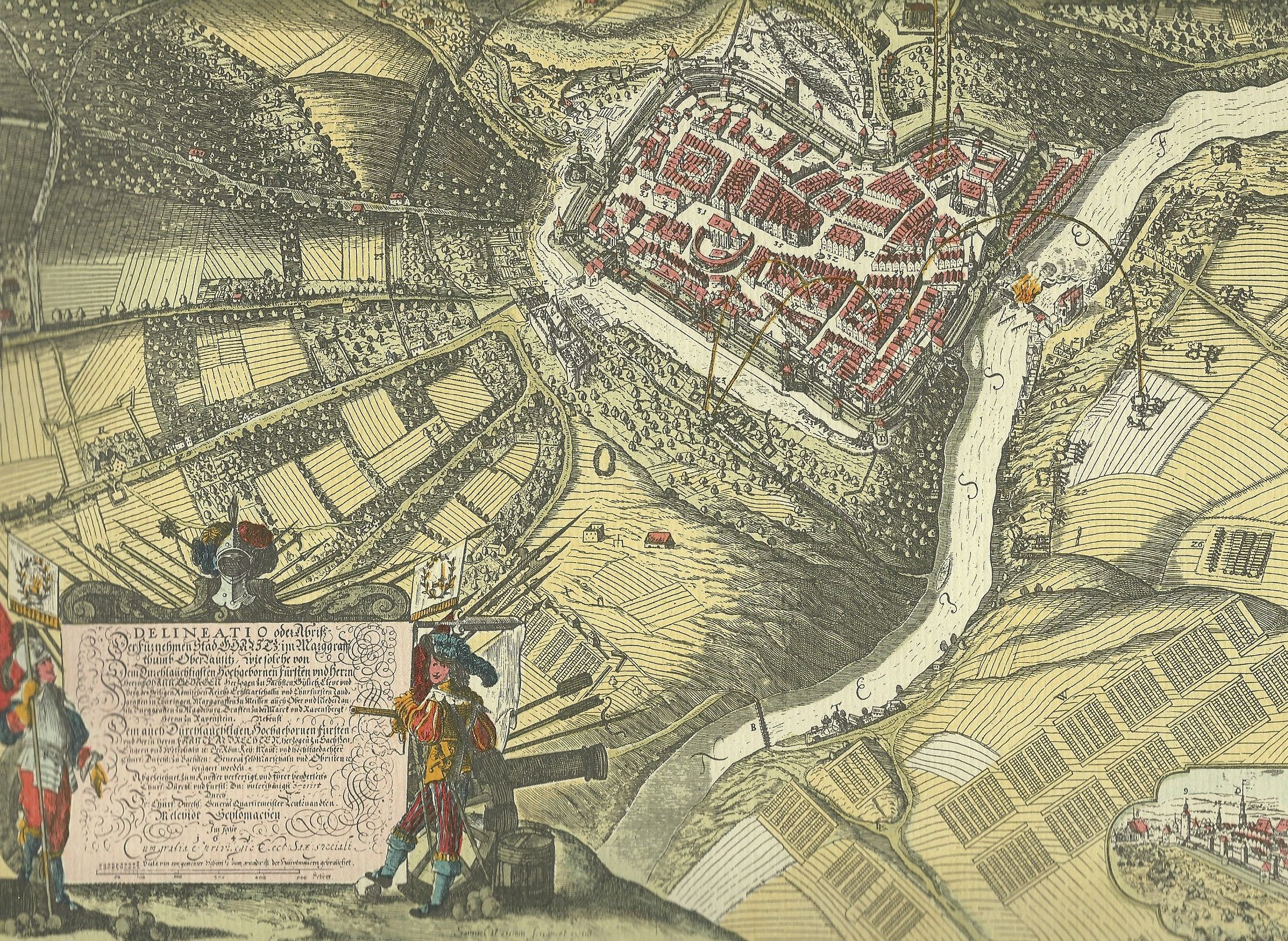
Villa Goreliz leżała na zachód od Nysy Łużyckiej. Dziś cały ten obszar znajduje się w Görlitz.

Villa (z łac. willa, folwark, dom wiejski), w Hiszpanii [wija] i Potrugalii [wilɐ] oraz w ich dawnych koloniach  w Ameryce nazwy drugorzędnych miast; w odróżnieniu od miast pierwszej kategorii (Ciudad) albo  stolic Capitales (ptg. Capitaes).
Przykłady: Villa Bella, Villa Mercedes, Villa Goreliz - średniowieczna łacińska nazwa miejscowości Görlitz (zobacz, także historię starego miasto w Görlitz).